# Carl Urban Chanclos de Rets-Brisuila
Graf Carl Urban Chanclos de Rets-Brisuila (* 13. Oktober 1686 in Namur; † 19. Februar 1761 in Brüssel) war Herr von Leves, General im Dienst der Generalstaaten und zuletzt kaiserlicher Feldmarschall.

## Leben
Er war der Sohn des Feldmarschall-Lieutenant Denis François de Chanclos († 11. Juni 1726) und dessen Ehefrau Antoinette le Rets.
Er stieg im Regiment Arnberg bis zum Hauptmann auf. Im Jahr 1726 war Carl Urban Oberst und Kommandeur des wallonischen Infanterie-Regimentes No. 38 (Claude de Ligne), das 1809 aufgelöst wurde.
Er wurde am 17. Januar 1734 Generalmajor und am 3. März 1738 Feldmarschall-Lieutenant. Er kommandierte im 7. Türkenkrieg in den Jahren 1737 und 1738 eine Division. Anschließend wurde er als Gouverneur nach Ostende versetzt.
Am 18. Juni 1740 wurde er in den Grafenstand erhoben und 1741 zum Feldzeugmeister ernannt und war von 1739 bis 1742 auch Kommandant von Luxemburg. Als solcher verteidigte er 1745 Ostende gegen die Franzosen und wurde 1754 auch zum Feldmarschall ernannt. Er diente weiter der kaiserlichen Regierung und wurde später Oberbefehlshaber der Truppen in den Niederlanden und Präsident der Militärregierung. Er starb als solcher 1761 in Brüssel.

## Familie
Chanclos war mit Marie Ludvine du Bost-Moulin d’Esch verheiratet. Das Paar hatte mehrere Kinder:
- Marie Léopoldine († 16. Juli 1792), Gouvernante von Marie Christine ⚭ 8. Oktober 1759 Henri Joseph Philippe Ghislain de Fourneau (* 9. September 1717), Graf von Cruyckenbourg, Freiherr von Sint-Ulrikskapelle und Reichsfreiherr[4]
- N.N., Canonistin in Berlaymont
- Charlotte Françoise Josèphe († 21. November 1786) ⚭ 1763 Marie Philippe Albert Baudry de Roisin[5]
- Josephine (1747–1810), Oberhofmeisterin von Prinzessin Elisabeth von Württemberg
- Lamoral († 1777), starb als Oberstleutnant in Böhmen, ohne Nachkommen
- Therese, starb ohne Nachkommen

Mit dem Tod von Lamoral endete die Linie Chanclos de Rets-Brisuila.